# كأس تونس للكرة الطائرة للرجال 2002–03
كأس تونس للكرة الطائرة للرجال 2002-2003 هو الموسم رقم 47 من كأس تونس للكرة الطائرة للرجال.

فاز بهذا الموسم السعيدية الرياضية.

## روابط خارجية
- الموقع الرسمي للجامعة التونسية للكرة الطائرة.